# Università Ruprecht Karl di Heidelberg
L'Università Ruprecht Karl di Heidelberg (o Università di Heidelberg) è un'università pubblica che si trova a Heidelberg, Baden-Württemberg, Germania. Fondata nel 1386 dal conte palatino del Reno Roberto I di Wittelsbach, è la più antica università tedesca.

## Storia

### Fase di fondazione
L'università fu fondata nel 1386 dal principe elettore Roberto I con un'autorizzazione papale di Urbano VI. Il principe intendeva dare al suo territorio, fortemente diviso, un centro spirituale che educasse la chiesa e i funzionari, oltre che attirare stranieri. Sullo sfondo della fondazione vi era anche il Grande Scisma d'Occidente: i dottori della Sorbona – schierati dalla parte del Papa residente ad Avignone – non potevano più servire nel clero del Palatinato – schierato dalla parte del Papa romano –, motivo per cui era sempre più necessaria una formazione locale per i teologi. Gli atti di fondazione furono promulgati il 1º ottobre 1386. Il 18 ottobre, lo Studium Generale aprì con una messa e il giorno successivo ebbero inizio le lezioni.

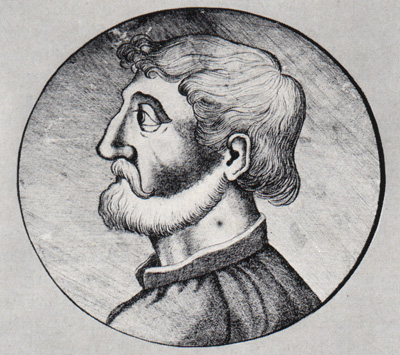
Marsilio di Inghen, primo rettore di Heidelberg

I primi professori provenivano da Parigi e da Praga. Ne conosciamo i nomi: il cistercense Reginald von Alna insegnava teologia; Heilmann di Wunnenberg (da Praga), della fisica di Aristotele, mentre Marsilio di Inghen si occupava di Arti Liberali. Quest'ultimo, proveniente dai Paesi Bassi, era già stato rettore a Parigi nel 1367 e venne scelto come primo rettore anche a Heidelberg. A Heidelberg per molto tempo venne insegnata esclusivamente la corrente filosofica del Nominalismo.

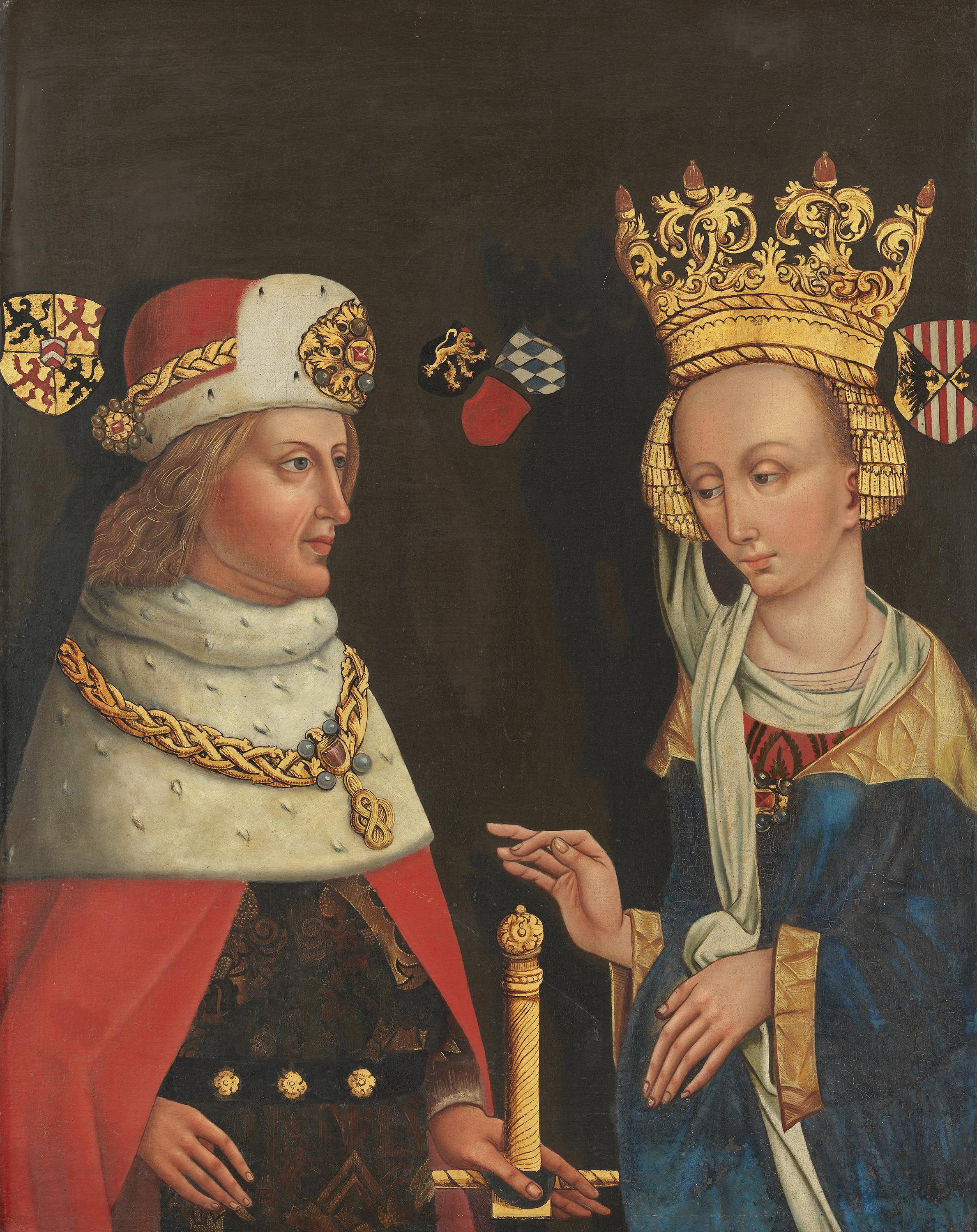
Roberto II del Palatinato con la moglie Beatrice d'Aragona

Inizialmente l'università non aveva propri spazi, ma le lezioni cattedratiche si tenevano in monasteri agostiniani e francescani e perfino in case private. Inoltre, per i primi anni, i professori venivano finanziati direttamente dalle casse del principe elettore. Il problema degli spazi venne risolto solo nel 1390, tra settembre e ottobre, quando il principe elettore Roberto II, nipote di Roberto I, espulse 13 famiglie ebree da Heidelberg e il Palatinato. Una parte delle loro case e la sinagoga vennero cedute all'università, che le trasformò in collegi accademici e appartamenti per i docenti. La sinagoga ebraica confiscata venne consacrata nel dicembre dello stesso anno dal vescovo Eckhard di Worms, trasformandola in una cappella in onore della Vergine Maria. Per finanziare l'accademia, Roberto III del Palatinato, figlio di Roberto II, fondò la chiesa dello Spirito Santo che fungeva anche da chiesa universitaria, finché nel XIX secolo questa funzione venne assunta dalla Peterskirche.
I principi elettori provvedevano alla loro università, ma intervenivano anche nella sua autonomia laddove pareva loro necessario. Fecero così spazio a nuove correnti spirituali, come l'Umanesimo. Così Federico il Vittorioso attuò un'importante riforma universitaria: presso la facoltà teologica era ora permesso insegnare anche il Realismo, che rappresentava una porzione di libertà didattica. Contemporaneamente alla facoltà giuridica ora accanto al diritto canonico veniva insegnato anche il diritto secolare. Il consigliere di corte di Federico, Andreas Hartmanni, tra il 1463 e la sua morte nel 1495, fu eletto in totale per sette volte rettore dell'università, come nessuno dei suoi predecessori o successori in carica. Tra i canonici della chiesa del Santo Spirito c'era il parente più giovane di questo, Hartmannus Hartmanni, che attorno al 1510 istituì la borsa di studio più lunga tra le prime dell'università, che durò fino al 1949.

### Riforma
Nel 1518 Martin Lutero tenne una disputa a Heidelberg sulle 95 tesi, in seguito alla convocazione del capitolo agostiniano. La tentata risoluzione non ebbe esito e l'università si contrappose per lungo tempo alla Riforma, mantenendosi salda alla confessione cattolica e difendendo il papato.
Solo il principe elettore Ottone Enrico nel 1556 trasformò l'intera Università in una scuola superiore nazionale evangelica. In questo contesto intraprese una riforma universitaria incisiva: da quel momento in poi gli studenti avrebbero dovuto indossare normali abiti borghesi invece dell'abito clericale fino ad allora prescritto. Nella facoltà di teologia lo studio dell'ebraico e del greco divenne obbligatorio, nella facoltà di medicina venne attribuito maggior peso alla formazione pratica.

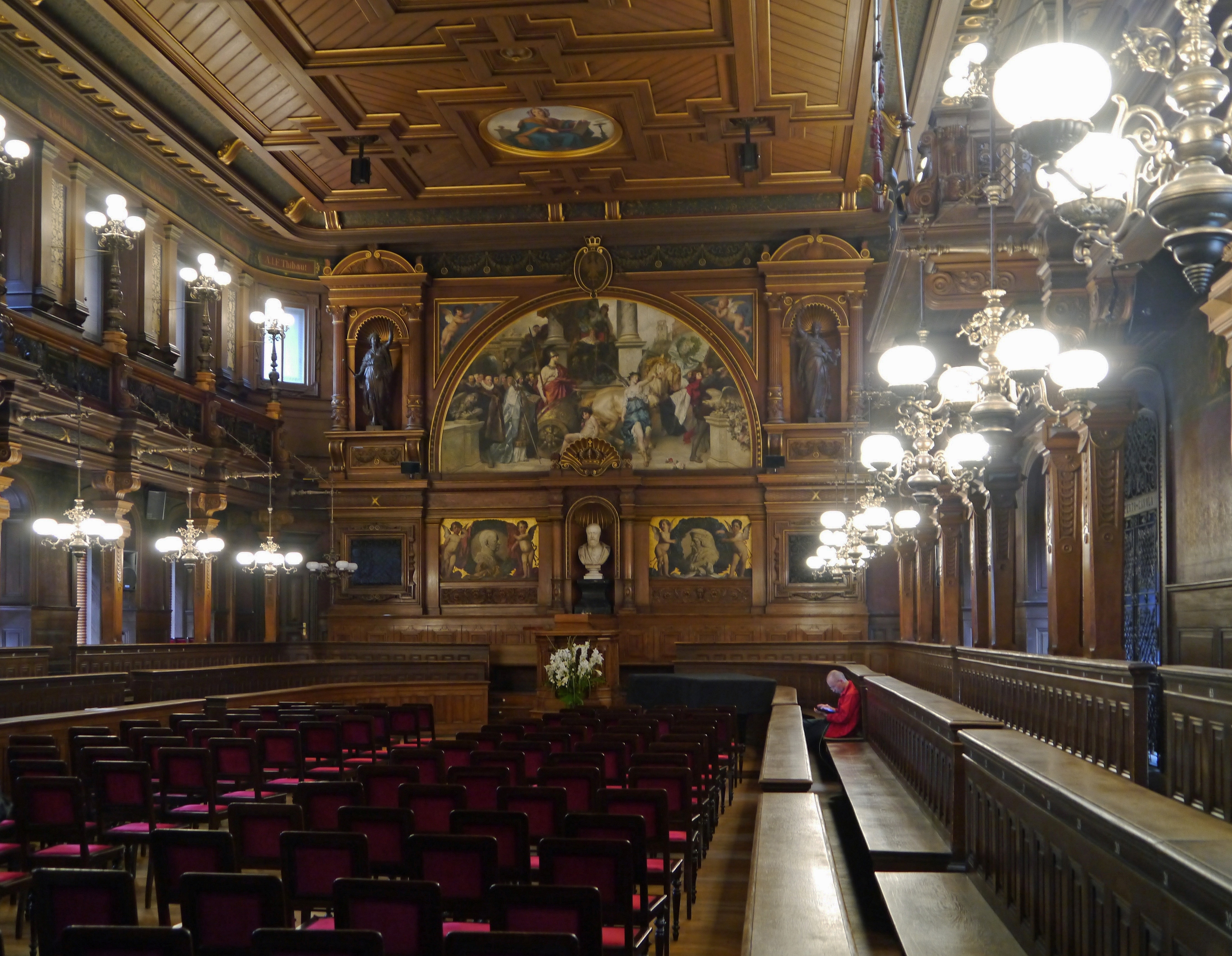
L'Aula Magna nella Vecchia Università (Alte Universität), restaurata in stile neorinascimentale nel 1885, in occasione del 500º anniversario dell'università

Nella seconda metà del XVI secolo Heidelberg, grazie al principe elettore Federico III, diventò un centro di scienza e cultura europee e assunse particolare carattere come scuola superiore calvinista. Heidelberg diventò la Ginevra tedesca, cioè un centro di erudizione calvinista, il cui carisma internazionale attirò professori e studenti da tutta Europa. Con la cooperazione della facoltà di teologia, nel 1563 nacque il famoso catechismo di Heidelberg. Accanto al calvinismo, verso la fine del XVI secolo nacque il tardo-umanesimo. In quest'epoca operavano qui tra l'altro Paul Schede, Jan Gruter, Martin Opitz, Julius Wilhelm Zincgref o Matthäus Merian.

### La guerra dei trent'anni
L'apogeo durò fino al 1618. La guerra dei trent'anni colpì pesantemente l'università. Più volte l'attività didattica venne interrotta, nel 1622 la Bibliotheca Palatina, famosa in tutto il mondo, venne trasferita a Roma. Subito dopo la fine della guerra si tentò una faticosa ripresa, che venne però interrotta nel 1693 dalla completa distruzione di Heidelberg per opera delle truppe di Luigi XIV. L'università rimase nuovamente chiusa diversi anni. Nello stesso anno, Daniel Nebel e Johann Ludwig Fabricius trasferirono l'archivio dell'università presso l'ateneo di Marburg. Nel 1698 anche la sede di Heidelberg fu trasferita, per circa due anni, a Weinheim, insieme alla residenza del principe elettore.

### XVIII secolo

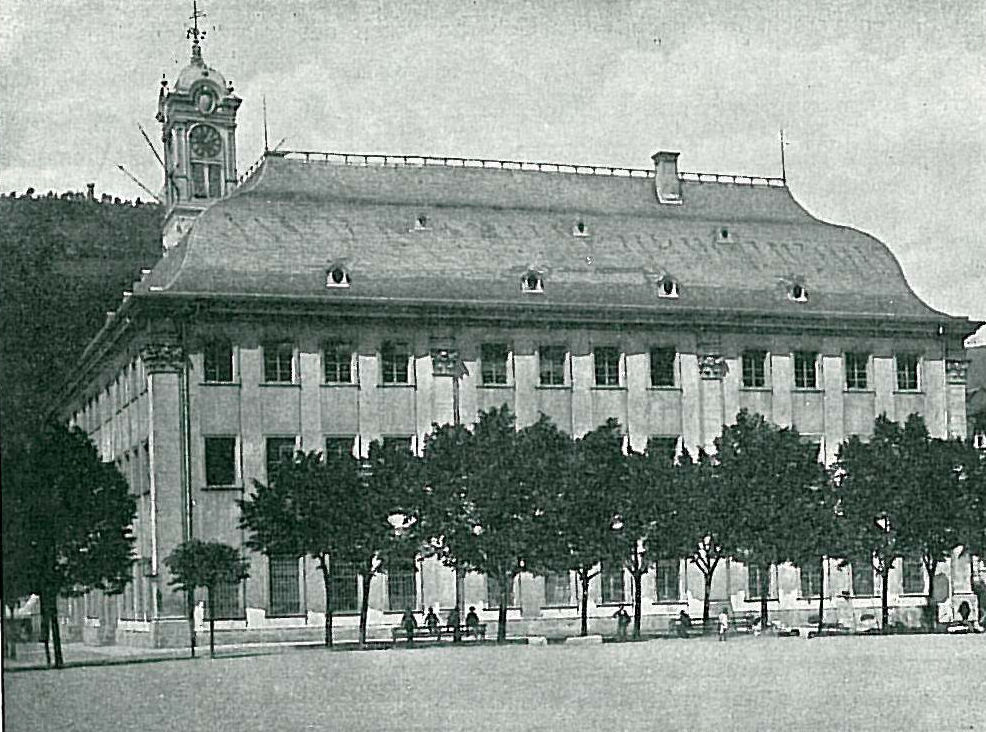
La Domus Wilhelmina del 1735, oggi chiamata Vecchia Università (Alte Universität), foto storica (intorno al 1900)

Nel XVIII secolo a Heidelberg regnava la mediocrità intellettuale. I professori provenivano per la maggior parte dalla Compagnia di Gesù e solitamente rimanevano a Heidelberg solo per breve tempo. Per alcune cattedre vigeva l'ereditarietà dell'insegnamento, danneggiandone la qualità. Il carattere protestante, fino ad allora incontestato, andò perduto a causa di una tardiva controriforma. La cattiva amministrazione finanziaria e le guerre rivoluzionarie alla fine del XVIII secolo portarono l'università a perdere il proprio patrimonio e le proprie entrate indipendenti.
Nel 1712–1735 nella piazza dell'Università con la Domus Wilhelmina, oggi nota come Vecchia Università, sorse un nuovo edificio principale, l'architetto era Johann Adam Breunig di Magonza.

### XIX secolo
Il XIX vide la rinascita dell'università e la sua affermazione come centro propulsivo per la creazione dello Stato tedesco. Nel semestre estivo del 1891 si aggiunse la facoltà di scienze naturali come quinta facoltà indipendente.

### XX secolo
Nel XX secolo l'università fu sottomessa alla cosiddetta Gleichschaltung da parte del regime nazista, allorquando un consistente numero di professori fu costretto a lasciare l'università. Infine, nel 1945, l'università di Heidelberg, grazie anche al contributo di Karl Jaspers, professore di filosofia, si liberò dalla dottrina nazista.
Nel 1979 l'università fu scelta dal Consiglio centrale degli ebrei in Germania come sede del nuovo istituto superiore per studi ebraici.

## Struttura
L'Università di Heidelberg conta dodici facoltà:
- Biologia (Fakultät für Biowissenschaften)
- Chimica e scienze della Terra (Chemie und Geowissenschaften)
- Economia e scienze sociali (Fakultät für Wirtschafts- und Sozialwissenschaften)
- Filologia (Neuphilologische Fakultät)
- Fisica e astronomia (Fakultät für Physik und Astronomie)
- Giurisprudenza (Juristische Fakultät)
- Matematica e Informatica (Fakultät für Mathematik und Informatik)
- Medicina di Heidelberg (Medizinische Fakultät Heidelberg)
- Medicina di Mannheim (Medizinische Fakultät Mannheim)
- Storia e filosofia (Philosophisch-Historische Fakultät)
- Studi culturali comportamentali ed empirici (Fakultät für Verhaltens- und Empirische Kulturwissenschaften)
- Teologia evangelica (Theologische Fakultät)